# Härktjärnen
Härktjärnen är en sjö i Örnsköldsviks kommun i Ångermanland och ingår i Moälvens huvudavrinningsområde. Sjöns area är 0,0019 kvadratkilometer och den är belägen 157 meter över havet.